# Escuela de Bellas Artes Manuel Belgrano
La Escuela de Bellas Artes Manuel Belgrano es un centro de formación artística de niveles medio y terciario que está ubicada en la Calle Wenceslao Villafañe 1432, Barrio de Barracas (Ciudad Autónoma de Buenos Aires).

## Reseña histórica
Esta escuela tuvo su primer antecedente en 1799, cuando el propio Manuel Belgrano fundara en la ciudad de Buenos Aires La “Escuela de Geometría, Arquitectura, Perspectiva y Dibujo”, cuando fuera Cónsul Real del Virreinato del Río de la Plata, aunque esta escuela tuvo una corta vida y cerró sus puertas en 1802 por falta de interés de la Corona.
En el año 1914 se crea la primera Escuela Nacional de Artes y Oficios en la ciudad de Buenos Aires, y que luego de varias mudanzas se convertiría en la actual “Escuela de Bellas Artes Manuel Belgrano”. En el año 1916 dicha escuela se ubica en un edificio cito en la calle Uriburu 960. En el año 1930 se crea la Escuela Nacional de Artes, que luego en 1936 por decreto de la presidencia de Agustín P. Justo se transforma en la Escuela Nacional de Artes Plásticas (preparatoria) 1º ciclo.
En 1937 toma el nombre de “Escuela Nacional de Artes Plásticas Preparatoria Primer Ciclo Manuel Belgrano” y se traslada a la Calle Talcahuano, entre Arenales y Santa Fe, luego a la Calle Cerrito 1350.
En 1972 se traslada a su actual ubicación, en el barrio de barracas, utilizando el edificio que anteriormente perteneciera a la Editorial Jacobo Peuser.

## Planes de estudio
Esta escuela cuenta con dos niveles: Magisterio y Ciclo Básico con Orientación Plástica.
Magisterio de Dibujo.

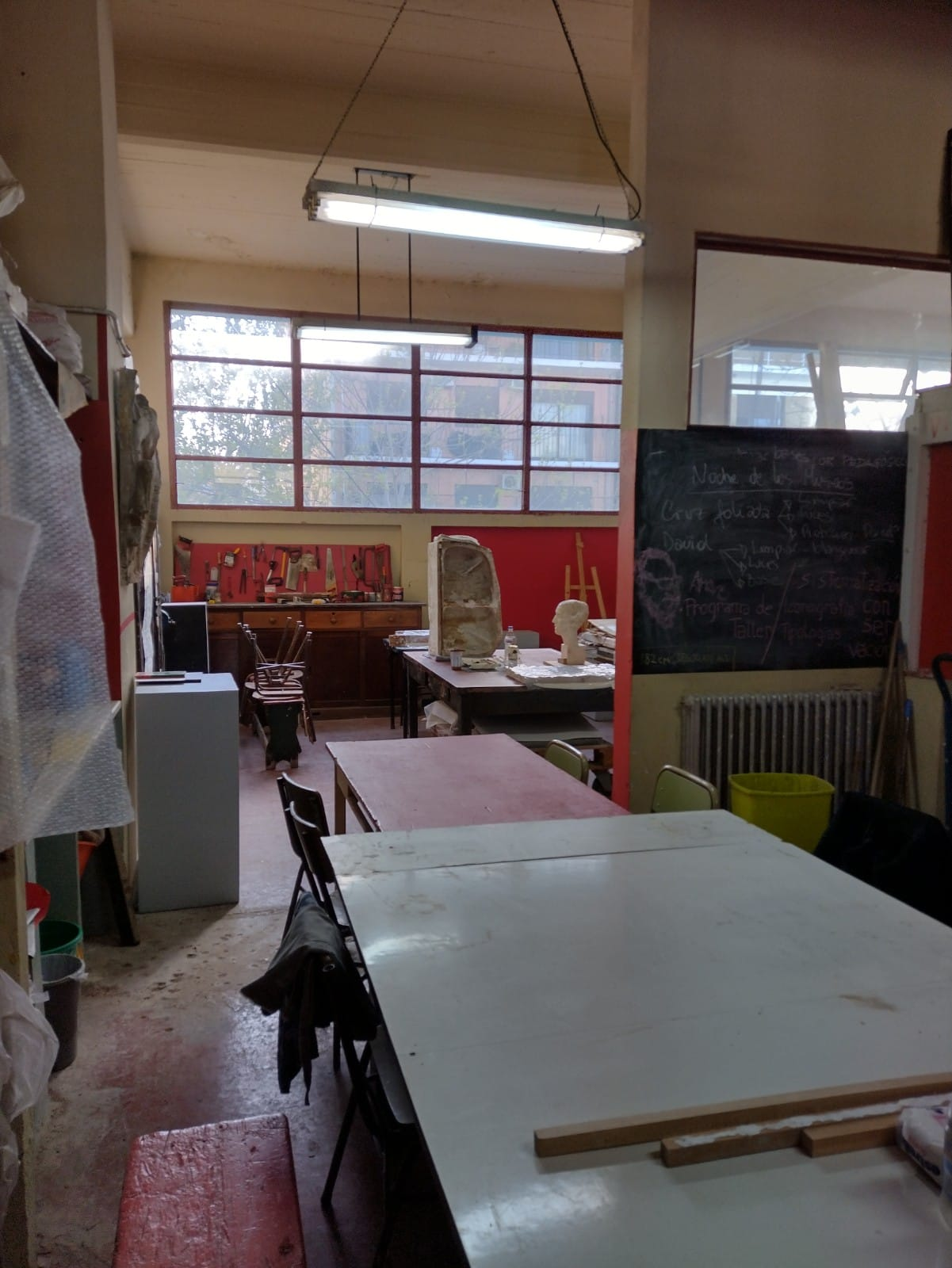
Taller de restauración de calcos escultóricos en la Escuela.

Título: Docente para la Educación Artística en la escuela primaria.
Duración: 4 años.
Asignaturas: Dibujo, Escultura, Grabado, Pintura, Sistema, Francés/Inglés, Historia del Arte, Matemática, Morfología, Instrucción Cívica, Pedagogía, Metodología y Psicología.
Ciclo Básico con Orientación Plástica.
Título: Bachillerato con Orientación Artística.
Duración: 5 años.
Asignaturas: Actividades Libre, Actividades Plásticas, Lengua y Literatura, Cultura musical, Educación Cívica, Francés, Geografía, Historia, Matemática, Educación Física, Idioma Extranjero
Biología.

## Pasaron por sus aulas
Pasaron por esta institución: Hernán Dompé, Luis Barragán, Sara Facio, Antonio Berni, el Premio Nobel de la Paz, Adolfo Pérez Esquivel, Rogelio Polesello, Susana Parisi, Aída Carballo, Ary Brizzi, Liliana Mazure, Antonio Pujia, María Elena Walsh, Julio Le Parc, Estela Oesterheld, Elenio Pico, Jorge Brito, Aurelio Macchi, Marta Minujín, Luis Alberto Spinetta, Roberto Pazos, Gabriela David, Alberto Cicchetti, Alicia Scavino, Juan Carlos Distéfano, Ricardo Dagá, César Ariel Fioravanti, Pablo Páez, Nicolás Bufidis, Pérez Celis, Antonio Oriana, Pájaro Gomez, Bastón Diaz, Adrián Dorado, Trueno, entre otros.